# Mikroregiony v Olomouckém kraji
Mikroregiony jsou regiony malého geografického měřítka. V Olomouckém kraji byly zakládány od roku 1992 a jejich celkový počet je 36.
| Název                                              | Sídlo               | Okres                       | Účel |
| -------------------------------------------------- | ------------------- | --------------------------- | --- |
| Dobrovolný svazek mikroregionu Němčicko            | Němčice nad Hanou   | Prostějov                   | Rozvoj obcí mikroregionu, formování stylu života v obcích, spolupráce a pomoc při všech činnostech. |
| Dobrovolný svazek obcí - Mikroregion Protivanovsko | Protivanov          | Prostějov                   | Zastupování obcí ,zajišťování koncepčních a koordinačních funkcí,vytvoření fungujícího managementu, iniciace hosp. aktivit, poradenství, získávání financí. |
| Dobrovolný svazek obcí mikroregion Podlesí         | Milenov             | Přerov                      | Spolupráce při třídění a nakládání s odpadem, spolupráci při kulturních, společenských a sportovních akcích |
| Dobrovolný svazek obcí mikroregionu Lipensko       | Lipník nad Bečvou   | Přerov                      | regionální rozvoj, společná propagace |
| Dobrovolný svazek obcí mikroregionu Moštěnka       | Horní Moštěnice     | Přerov                      | Spolupráce a koordinace na činnostech v oblasti veřejné správy, školství, kultury, rozvoje obcí, výstavby infrastruktury v obcích mikroregionu |
| Dobrovolný svazek obcí mikroregionu Záhoran        | Rouské              | Přerov                      | Společná strategie rozvoje obcí /cestovní ruch, územní rozvoj, sociální infrastruktura, školství, životní prostředí |
| Mikroregion Hranicko                               | Hranice             | Přerov                      | Koordinační a poradní funkce, usilování o hospodářský a kulturní rozvoj měst a obcí mikroregionu Hranicko |
| Mikroregion Javornicko                             | Javorník            | Jeseník                     | rozvojová spolupráce, ochrana a prosazování společných zájmů obcí |
| Mikroregion Jesenicko                              | Jeseník             | Jeseník                     | Ochrana a prosazování svých společenských zájmů, především pak vzájemná spolupráce a koordinovaný postup při komplexním rozvoji a výkonu samostat. působnosti obcí. |
| Mikroregion Konicko                                | Konice              | Prostějov                   | regionální rozvoj |
| Mikroregion Kosířsko                               | Těšetice            | Prostějov, Olomouc          | zejména činnosti vyplývající z ust. § 50 odst. 1 zákona č. 128/2000 Sb., o obcích |
| Mikroregion Litovelsko                             | Litovel             | Olomouc                     | koordinace postupů při řešení problémů týkajících se a) rozvoje samosprávy obcí, b) hospodářského a společenského rozvoje obcí mikroregionu, c) vztahu k orgánům státní správy a krajské samosprávy. |
| Mikroregion Olomoucko                              | Olomouc             | Olomouc                     | obce byly přizvány ke společné diskuzi o zpracování Strategického plánu rozvoje mikroregionu Olomoucko a města Olomouce v r. 2000 a jeho aktualizací v roce 2005 a 2007. |
| Mikroregion Plumlovsko                             | Plumlov             | Prostějov                   | rozvojová spolupráce venkovských obcí |
| Mikroregion Pobečví                                | Prosenice           | Přerov                      | zejména výměna zkušeností, formulování společných stanovisek a spolupráce ve vybraných oblastech |
| Mikroregion Předina                                | Brodek u Prostějova | Prostějov                   | zejména ochrana prosazování společných zájmů obcí |
| Mikroregion Šternbersko                            | Šternberk           | Olomouc                     | spolupráce obcí především v oblasti regionálního rozvoje, podpory zaměstnanosti, cestovního ruchu, kultury, sportu, životního prostředí. |
| Mikroregion Šumperský venkov                       | Nový Malín          | Šumperk                     | společný postup při prosazování regionálních zájmů. |
| Mikroregion Záhoří - Helfštýn                      | Soběchleby          | Přerov                      | spolupráce sloučených obcí na rozvoji obcí, podpora podnikání, péče o památníky, podpora turistiky, školství, kultury, sportu, zdravotnictví a sociální péče, podpora dopravní obslužnosti |
| Mikroregion Zlatohorsko                            | Zlaté Hory          | Jeseník                     | ochrana a prosazování společných zájmů obcí. Mikroregion rovněž koordinuje vznik a činnost dobrovolných svazků obcí v dílčích oblastech a zakládá organizace provádějící činnost v infrastruktuře, turistice, kultuře apod., popř. může být členem těchto organizací.                                            |
| Sdružení měst a obcí Jesenicka                     | Lipová-lázně        | Jeseník                     | ochrana a prosazování společných zájmů obcí jesenické oblasti, koordinace vzniku a činnosti dobrovolných svazků obcí v konkrétních oblastech ( infrastruktura, turistika apod.) |
| Sdružení obcí mikroregionu Bystřička               | Velká Bystřice      | Olomouc                     | spolupráce obcí |
| Sdružení obcí mikroregionu Dolek                   | Brodek u Přerova    | Přerov, Olomouc             | rozvoj samosprávy, řešení hospodářského, sociálního kulturního života obcí, podpora turistiky, řešení dopravní obslužnosti, vzájemná pomoc v obl. životního prostředí |
| Sdružení obcí mikroregionu Království              | Grygov              | Přerov, Olomouc, Prostějov  | spolupráce při rozvoji obcí v oblasti |
| Svazek obcí Kostelecka                             | Kostelec na Hané    | Prostějov                   | zejména ochrana prosazování společných zájmů obcí. |
| Svazek obcí Mikroregionu Mohelnicko                | Mohelnice           | Šumperk                     | 1/ koordinace postupů při řešení problémů týkajících se rozvoje samosprávy obcí, hospodářského, kulturního a sociálního života obcí, 2/ společné úsilí o zvýšení účelových dotací do oblasti mikroregionu, 3/ další společné aktivity : podpora zemědělského a nezemědělského podnikání, péče o památky, podpora |
| Svazek obcí Mikroregionu Moravskoberounsko         | Moravský Beroun     | Olomouc                     | vzájemná spolupráce v oblastech kultury, sportu, živ. prostředí, rozvoje obcí, výměna zkušeností, podpora turistiky, spolupráce na přípravě projektů, strategií. |
| Svazek obcí mikroregionu Rozvodí                   | Střítež nad Ludinou | Přerov                      | ochrana a prosazování společných zájmů členských obcí. |
| Svazek obcí mikroregionu Střední Haná              | Kojetín             | Prostějov, Přerov, Kroměříž | koordinace postupů při řešení problémů rozvoje obcí, jejich hospodářský, sociální a kulturní rozvoj, včetně infrastruktury a propagace. |
| Svazek obcí mikroregionu Uničovsko                 | Uničov              | Olomouc, Šumperk            | spolupráce při společném řešení zajištění rozvoje mikroregionu v oblasti průmyslového rozvoje, životního prostředí, cestovního ruchu a prohlubování kulturních tradic. |
| Svazek obcí Mikroregionu Zábřežsko                 | Zábřeh              | Šumperk                     | koordinace celkového rozvoje území mikroregionu Zábřežsko. |
| Svazek obcí Mikroregionu Žulovska                  | Skorošice           | Jeseník                     | vzájemně koordinovaný postup při provozování společných zájmů obcí mikroregionu v oblasti dotační politiky státu a Evropské unie. Dále pak zaměstnanosti, vzdělanosti, ochrany ŽP, podpory rozvoje malého a středního podnikání, cestovního ruchu aj.                                                            |
| Svazek obcí Prostějov - venkov                     | Bedihošť            | Prostějov                   | veřejná doprava, dopravní obslužnost, školství, zdravotnictví, soc.péče, životní prostředí, odpadové hosp., sportovní a kult. zařízení, udržitelný rozvoj |
| Svazek obcí regionu Ruda                           | Ruda nad Moravou    | Šumperk                     | životní prostředí, regionální rozvoj |
| Svazek obcí Třeština, Stavenice a Police           | Třeština            | Šumperk                     | plynofikace obcí |
| Svazek obcí údolí Desné                            | Rapotín             | Šumperk                     | důvod vzniku: zprovoznění železniční trati zničené povodní v r. 1997, současné zaměření: zabezpeč. doprav obslužnosti, ostatní společné aktivity členských obcí v oblasti cestovního ruchu, školství a občanské vybavenosti, apod.                                                                               |